# Soukhoï Su-35
Le Soukhoï Su-35 (en russe : Сухой Су-35, code OTAN Flanker-E) est un chasseur multirôle russe. Il a été créé dans le but d'accroître les capacités offensives du Su-27 et de lui donner la possibilité de détruire tant les cibles aériennes que les cibles de surface.

## Historique
L'appellation Su-35 fut initialement utilisée pour désigner la version d'export du Su-27 (créée sous les ordres des forces aériennes russes) à partir de 1992. Il participa à plusieurs démonstrations dans différents meetings aériens et répondit à des appels d'offres émanant de la Corée du Sud et du Brésil. Le concept d'un Su-27 profondément modifié vit le jour. Il prit la désignation de Su-35BM.
Le premier prototype du Su-35 fut achevé en été 2007 à l'usine Komsomolsk-na-Amure Aviation Production Association (KnAAPO), à Komsomolsk-sur-l'Amour. La première présentation de l'avion eut lieu la même année au salon aéronautique de Moscou (MAKS). Le 14 avril 2009, un prototype Su-35BM s'écrasa lors d'un essai au sol à haute vitesse.
En 2010, le fabricant annonce que les lignes de production sont en place et que l'usine est capable de délivrer quatorze Su-35S par année.
Un premier contrat fut signé par le ministère russe de la Défense le 18 août 2009, durant le salon aéronautique MAKS, portant sur 48 appareils livrables jusqu'en 2015. Une seconde commande fut signée le 31 juillet 2014 pour 40 appareils supplémentaires à livrer après 2015. Les deux premiers Su-35S entrèrent en service en 2011, 8 de plus furent livrés en 2012 et 12 en 2013. Les deux derniers de cette première commande furent livrés le 16 février 2016.
Du 17 au 23 juin 2013, à l'occasion du salon du Bourget, un Su-35S piloté par le chef pilote d'essai Soukhoï effectua des vols de démonstration de 15 minutes.
Le 19 novembre 2015, on annonce que la Chine achètera 24 Su-35S pour une valeur de 2 milliards de dollars.

Photomontage présentant différentes phases d'une figure de voltige libre effectuée par un Soukhoï Su-35 lors du Salon du Bourget 2013.

## Caractéristiques

### Version antérieure au Su-35BM
Les trois premiers prototypes de Su-35 (701 à 703) se présentaient comme des chasseurs à trois plans, cinq fois plus instables que le Su-27 et équipés de nouvelles commandes de vol électriques quadruplexées. Pour augmenter leur agilité et améliorer leurs performances au décollage et à l'atterrissage, on leur ajouta des plans canards. Les plans canards servaient également à souffler la couche limite par la génération de vortex, afin d'empêcher le décrochement brutal aux grands angles d'incidence, et jouaient le rôle de fentes aux grandes incidences. Ils sont présents sur le Su-33 (version navalisée), le Su-30MKI (version biplace utilisée par l'Inde) ainsi que sur le Su-37 (démonstrateur dit « hypermanœuvrant », deux exemplaires construits), mais cette option a finalement été abandonnée[pourquoi ?], comme le montre le Su-35S.

### Su-35BM/Su-35S
Le Su-35S est inspiré de la cellule du Su-27, mais ne conserve de ce dernier que l'aspect global, la quasi-intégralité des systèmes de l'avion ayant en effet été modernisée. La principale caractéristique du Su-35S est la « super-manœuvrabilité » que lui confèrent ses moteurs 117S (AL-31F améliorés) à poussée vectorielle.
La cellule du Su-35s a largement profité de l'utilisation de matériaux composites, ce qui permet entre autres à l'avion d'obtenir une durée de vie annoncée à 6 000 heures de vol par le constructeur. Une perche de ravitaillement en vol se situe sur le côté gauche du cockpit. L'aérofrein dorsal, présent sur les versions antérieures du Su-27, a été supprimé, les volets des empennages verticaux assurant désormais cette fonction en se braquant tous les deux vers l'intérieur. Les commandes de vol de l'appareil sont totalement électriques. Les capacités d'emport en carburant et en charge offensive sont améliorées, comparativement à ses prédécesseurs, grâce au renfort de la cellule, des trains d'atterrissage et de deux points d'emport supplémentaires. La furtivité de l'appareil est aussi légèrement améliorée pour certains angles d'évolution.
Outre l'architecture, les systèmes embarqués ont profondément été modernisés.
Le pilote, assis sur un siège éjectable KD-36M incliné à 30° de type « zéro-zéro », peut visualiser les informations nécessaires sur trois écrans multifonctions en couleur et un quatrième monochrome. Le Su-35 est équipé du système mains sur manche et manette, mais conserve un manche central (entre les jambes du pilote).
Le Su-35S dispose de deux radars. Il est équipé à l'avant d'un radar passif à balayage électronique de génération précédente (les avions concurrents sont équipés des radars actifs), l'Irbis-E, capables de détecter et traquer jusqu'à 30 cibles jusqu'à 350 km de distance. Celui-ci est complété par un radar de queue moins puissant (N-012). Il possède aussi un système de recherche passif, sous la forme d'un capteur optronique (OLS-35) situé sur le nez de l'appareil (en forme de boule), qui permet également de repérer des cibles difficilement détectables aux radars.
L'appareil est également équipé de systèmes d'autodéfense actifs de dernière génération, tels que : système d'alerte radar, nacelle de brouillage, leurres thermiques et radar.
Les capacités offensives du Su-35S se composent d'un canon Griazev-Chipounov GCh-30-1 de calibre 30 mm, approvisionné de 150 coups et de 12 points d'emport permettant d’équiper  un large éventail de munitions : missiles air-air R-27, RVV-AE, R73 ainsi que bombes lisses et guidées, roquettes, nacelles de guerre électronique, réservoirs supplémentaires, missiles de croisière, etc..

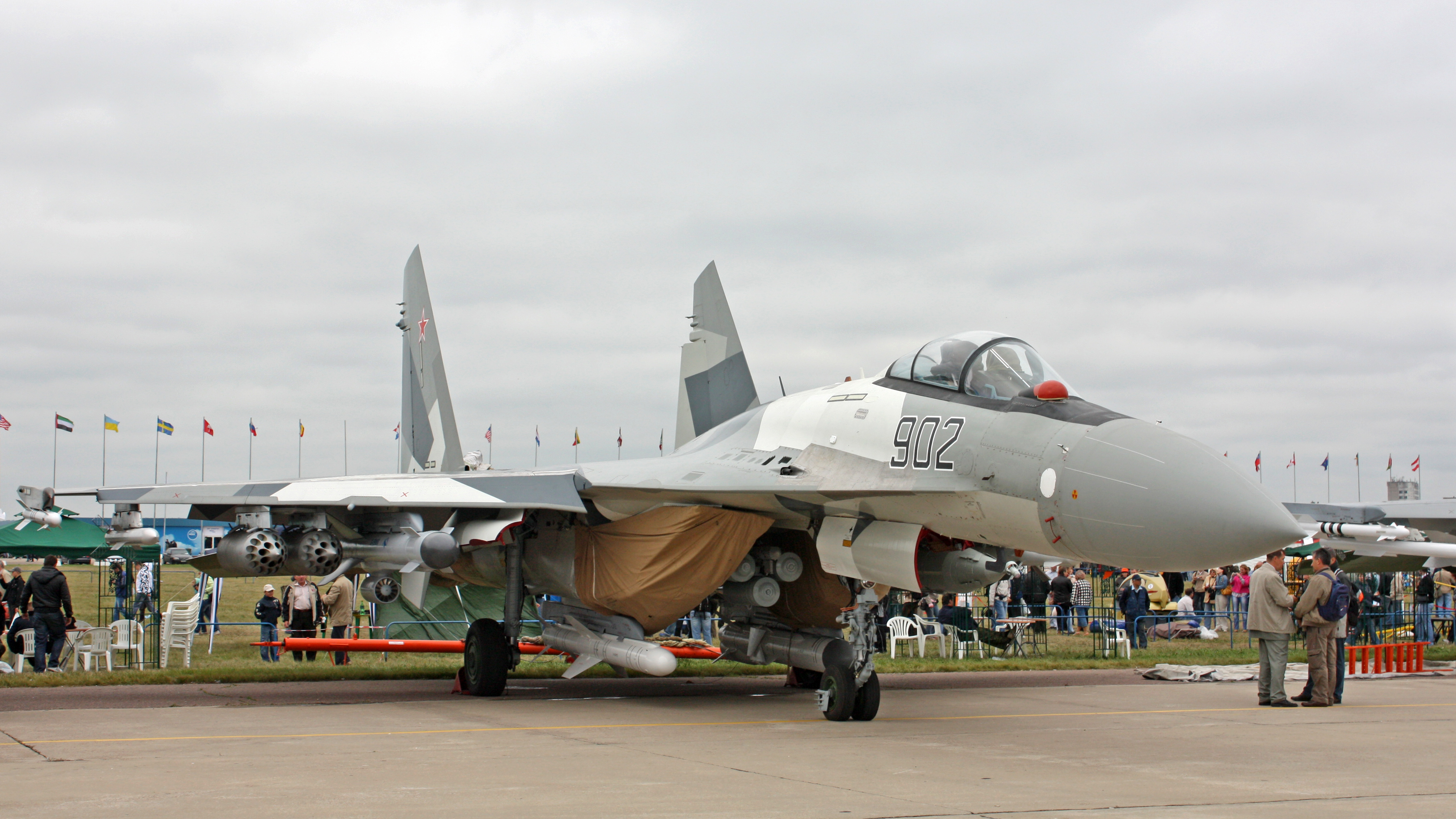
Le deuxième prototype (902) au salon international de Moscou (MAKS) 2009, démontrant son importante capacité d'emport.

## Versions

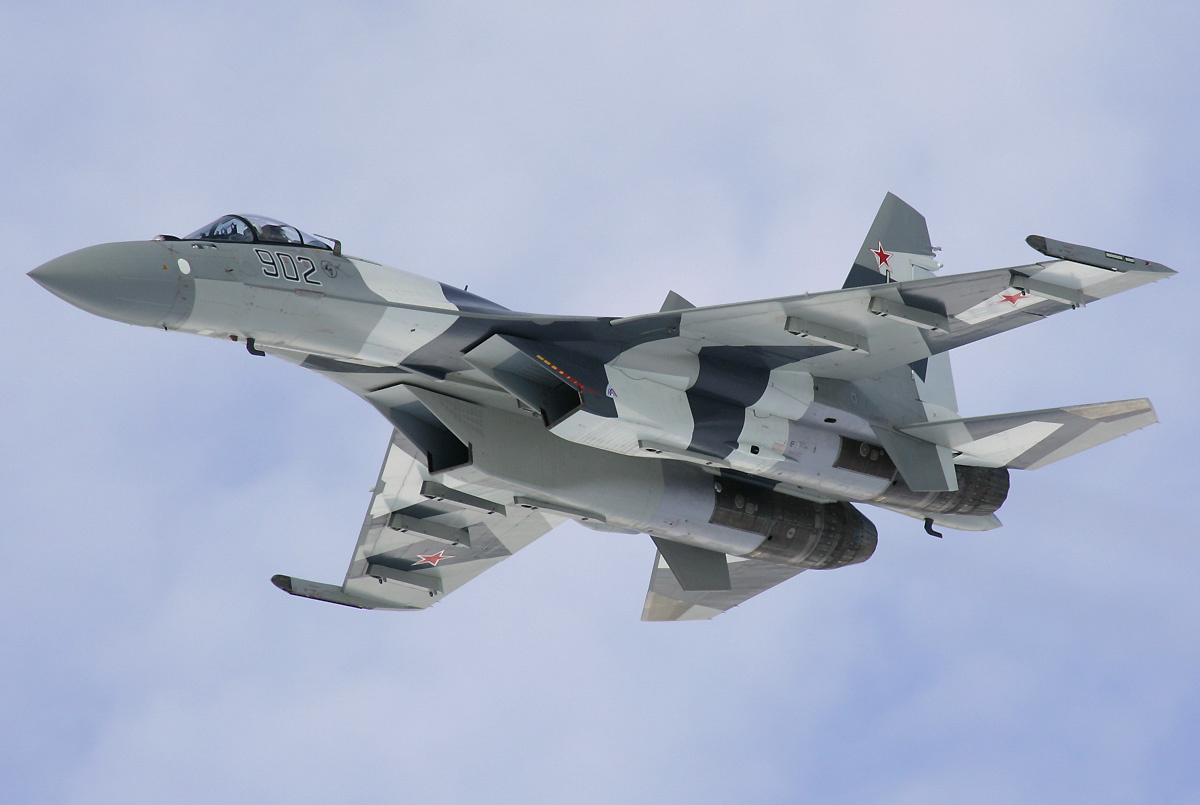
Le deuxième prototype (902) de Su-35 de Sukhoi.

Le Su-27M est une version monoplace modernisée du Su-27, étudiée à partir des années 1980, volant à partir de 1988. Douze appareils d'évaluation ont été construits (numéro 701 à 712), suivis de trois appareils de production en 1995 (numéro 86, 87 et 88). Ces appareils étaient proposés à l'exportation sous la dénomination officieuse de Su-35.
Le Su-35UB n'est pas un Su-35 ; il se présente comme un Su-30MKK sur lequel ont été greffés des « canards ». À ce jour, on ne connaît qu'un seul prototype codé « 801 » sur le fuselage, ce qui démontre qu'il ne s'agit pas de la même « lignée » que les Su-35 (ceux-ci étant codés dans les 900). D'après les photos, il ne possède pas de tuyères à poussée vectorielle. Il serait propulsé par des AL-31FP de 12 500 kg de poussée.
Le Su-37 "Terminator" est une désignation donnée par Soukhoï à deux démonstrateurs technologiques inspirés de la cellule du Su-27 avec une motorisation à poussée vectorielle, qui ont servi de base au développement du Su-35.
Le Su-35S est une désignation du Su-35 en service dans les forces aérospatiales russes. Le premier lot de six avions leur a été livré en décembre 2012.
Le Su-35BM est la dénomination initiale du futur Su-35S. « BM » correspond à « Bolshaya Modernistsiya » (« grande modernisation »). Il permettait de différencier les SU-35BM issus du développement lancés au début des années 2000 de l’appellation des Su-27M destinés à l'exportation et développés dans les années 1980 et 1990. Le suffixe « BM » fut par la suite abandonné.

## Utilisateurs
- Russie : 48 Su-35S en service en mars 2016, 50 autres commandés en janvier 2016, 70 en parc début 2018[13]. Plus de 100 appareils opérationnels en décembre 2022 avec l'objectif d'atteindre les 128[14],[15].
- Chine : 24 Su-35BM commandés en 2015, les 4 premiers ont été livrés le 25 décembre 2016[16], les derniers mi-avril 2019, opérationnels depuis novembre 2018[17].
- Iran : Il était  possible en 2022 que les 24 avions de combat Su-35 commandés en 2018 par l'Égypte pourraient être repris par l’Iran[18]. En janvier 2023 une agence de presse iranienne confirme que la Russie allait bien livrer des Su-35 à l'Iran au mois de mars 2023. Le nombre d'avions qui seraient livrés n'est pas dévoilé mais cet achat fait partie d'un ensemble de contrats d'armement passés entre les deux pays[19].
- Algérie : Premiers modèles réceptionnés en mars 2025[20].

## Prospects
- Égypte : 24 commandés pour la force aérienne égyptienne en 2018[21], 5 Su-35SE devaient avoir été livrés en date de début décembre 2020[22], mais en janvier 2022, rien n'atteste cette allégation et de nombreux Su-35 à la livrée égyptienne sont en revanche toujours stationnés chez le constructeur[23]. Afin de ne pas s’exposer à des sanctions américaines, l’Égypte aurait donc renoncé à prendre possession des 24 Su-35.
- Indonésie : Après avoir été choisi en 2014, un contrat est finalisé en février 2018 pour 11 Su-35BM d'un coût de 1,14 milliard de dollars. La première livraison était espérée en octobre 2018[24],[25], mais le 13 mars 2020, elle est annulée par l'acheteur en raison de contraintes budgétaires et de la pression exercée par les États-Unis[26]. Finalement, le 10 février 2022, Djakarta signe un contrat qui porte sur l'acquisition de 42 Rafale français[27].

### Russie
Fin mai 2011, Soukhoï a piloté les deux premiers prototypes de Su-35 au 929e Centre de test en vol d'État du ministère de la Défense à Akhtoubinsk, puis a entamé des tests communs avec les forces aérospatiales russes pour préparer l'avion au service opérationnel.
Le 28 décembre 2012, Soukhoï a livré un lot de six modèles de série de Su-35 au VVS. Les officiels du ministère de la Défense ont accepté le lot à l'usine de KnAAPO à Komsomolsk-sur-l'Amour, en Russie. Cinq des six Su-35 livrés en décembre sont allés à l'Institut de recherches en Vol Gromov, où en février 2013 un programme de dix-huit mois a commencé à tester la capacité du Su-35 à mener le combat à courte portée. Le programme consiste en trois composantes ; l'utilisation d'armes, la capacité d'évitement du feu ennemi et la capacité à détruire des hélicoptères et des drones. Les tests d'acceptation de l'État se terminant en 2015, les forces aérospatiales ont passé une nouvelle commande pour un lot de 48 autres Su-35S, 12 autres ont alors été livrés courant 2013.
Début janvier 2016, une commande portant sur l'acquisition de 50 autres Su-35S a été signée pour un montant de 100 milliards de roubles (1,38 G€).
Le même mois, la Russie a pour la première fois déployé en conditions de combat quatre chasseurs Su-35 sur la base aérienne de Hmeimim en Syrie. Le 1er février, le ministère de Défense russe a dit que l'avion avait commencé à participer aux opérations aériennes russes en Syrie.
OAK assemble 7 chasseurs Soukhoï Su-35 en 2022.
En décembre 2022, plus de 100 Su-35S sont en service dans le VVS et répartis comme suit :
- Dzemgi Airport - 24
- Centralnaya Uglovaya - 11
- Lipetsk Air Base - 6
- Akhtoubinsk - 6
- KnAAPO - 1 en réserve[30].
- Borisovsky Khotilovo - Oblast de Tver - 6 en 2019[31]

Douze appareils sont déployés en Biélorussie par l'armée russe en janvier 2022.

## Historique opérationnel

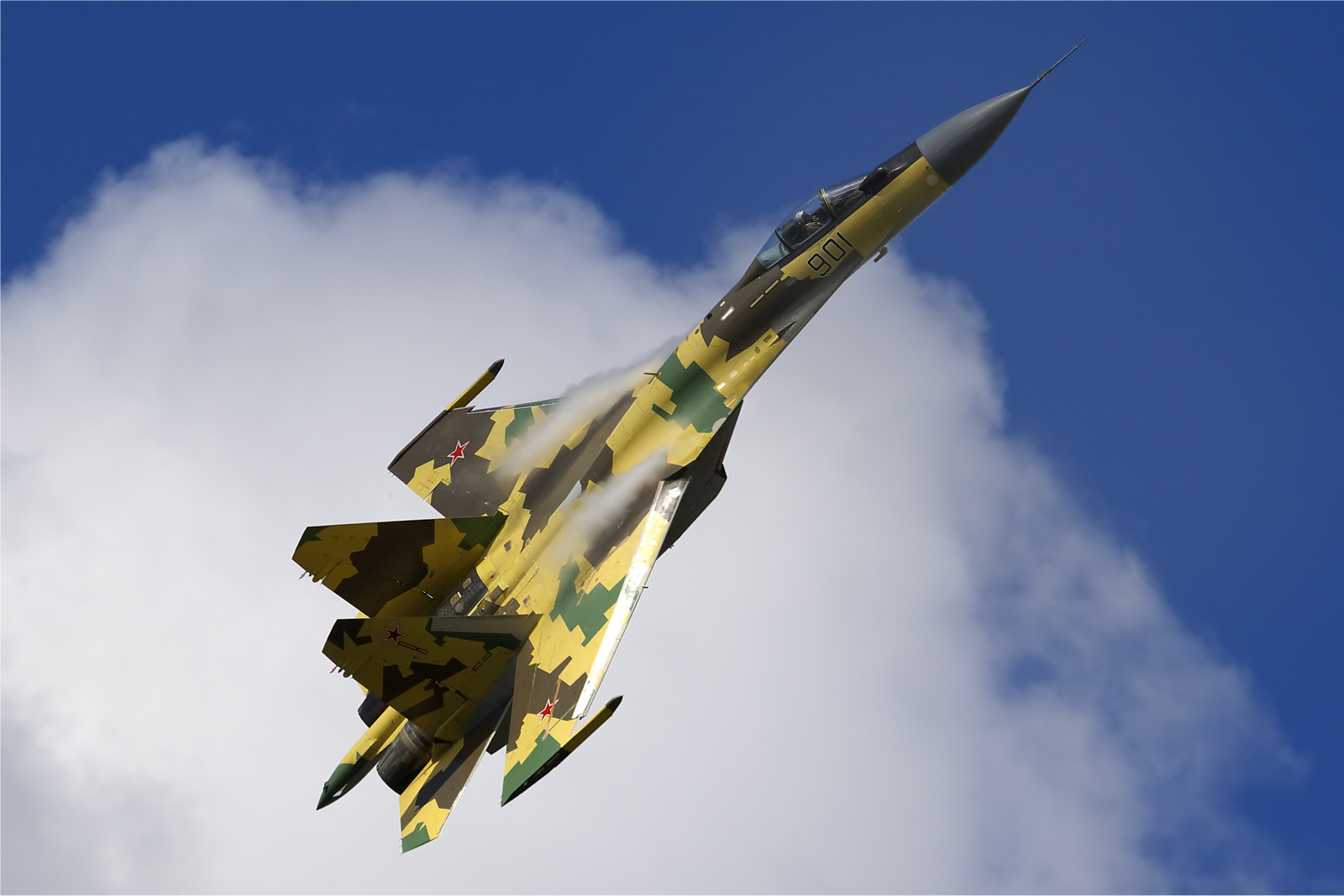
Un Soukhoï Su-35 de l'armée de l'air Russe fait une démonstration durant le Salon international aérospatial de Moscou (MAKS) en 2009.

### Invasion russe de l'Ukraine en 2022
Les chasseurs russes Su-35S ont été utilisés pour des missions de supériorité aérienne pendant la guerre. Au moins 10 victoires air-air, dont une partie au bénéfice de SU-35, ont été signalées sur des avions à réaction ukrainiens et une sur un Mil Mi-14 de l'aviation navale ukrainienne en date du 6 septembre 2022.
Le 3 avril 2022, un Su-35S russe a été abattu par les forces ukrainiennes, le pilote s'éjectant et étant capturé ; le pilote a déclaré que son Su-35S avait été abattu près d'Izioum par un  système portatif de défense antiaérienne (acronyme manpads en anglais) alors qu'il combattait les défenses aériennes ukrainiennes,. Le 9 mai, le ministère ukrainien de la Défense a confirmé que le colonel Ihor Bedzay, chef adjoint du bureau de l'aviation de la marine ukrainienne, avait été tué au combat. Son hélicoptère Mil-Mi-14PS a été abattu par un Su-35 russe. Le 19 juillet, un avion non identifié a été abattu près de Kakhovka. Le commandement de l'armée de l'air ukrainienne a affirmé que l'avion était apparemment un Su-35 russe abattu par les défenses aériennes ukrainiennes, mais n'a fourni aucune preuve.[réf. souhaitée]
Le 17 février 2024, un Su-35S est abattu aux alentours d'Avdiïvka par un missile sol-air ukrainien lors d'une action ayant entrainé, selon les autorités ukrainiennes, la perte de deux autres Su-34, le pilote étant récupéré par les forces russes lors d'une mission de recherche et sauvetage au combat.[réf. à confirmer]
Le 18 Février 2024, et 19 février 2024, ainsi que le 1er mars 2024, l'aviation russe a perdu trois autres Su-35, ce qui porte le nombre total de 4 pertes de Su-35 lors de cette guerre.[réf. à confirmer]
Le 28 mars 2024, un Su-35 s'écrase en mer près de Sevastopol. Le pilote s'est éjecté et a survécu.
En juin 2025, un F-16 ukrainien abat un SU-35 russe à l'aide d'un missile AMRAAM à longue portée dans l’Oblast de Koursk.

## Galerie photos

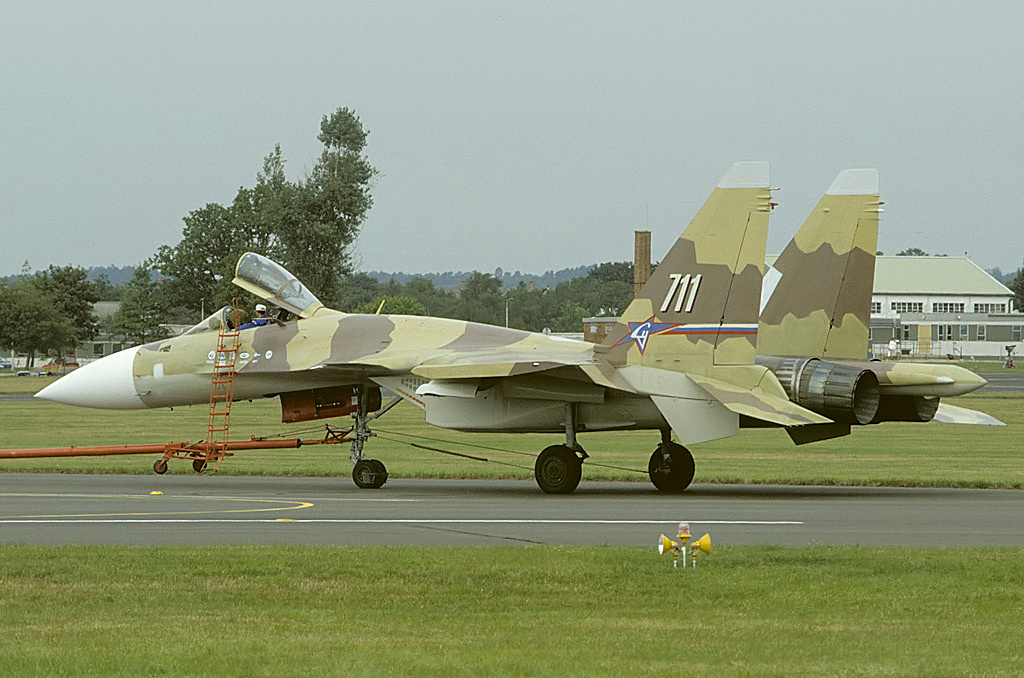
Le démonstrateur technologique Su-37.
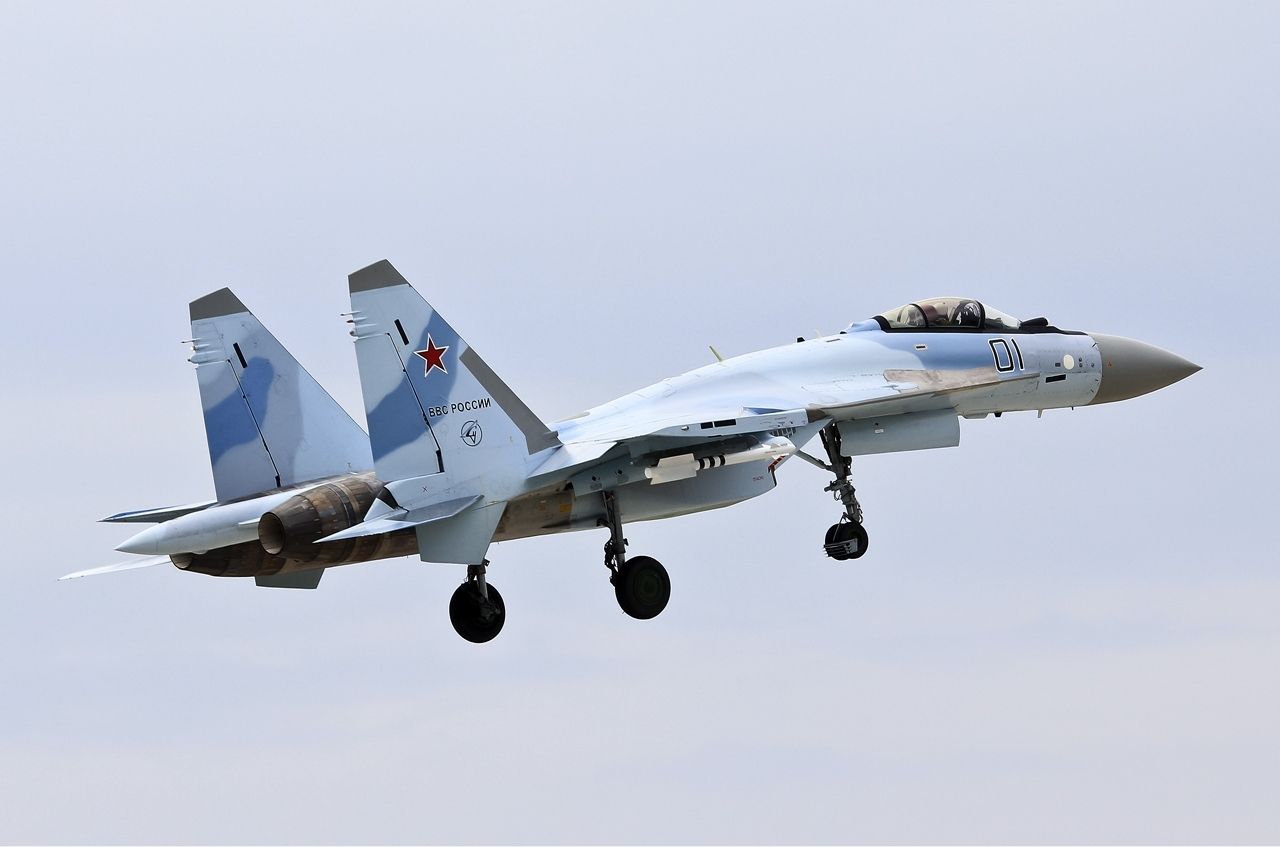
Le premier Su-35S livré à l'armée de l'air russe, en mai 2012.
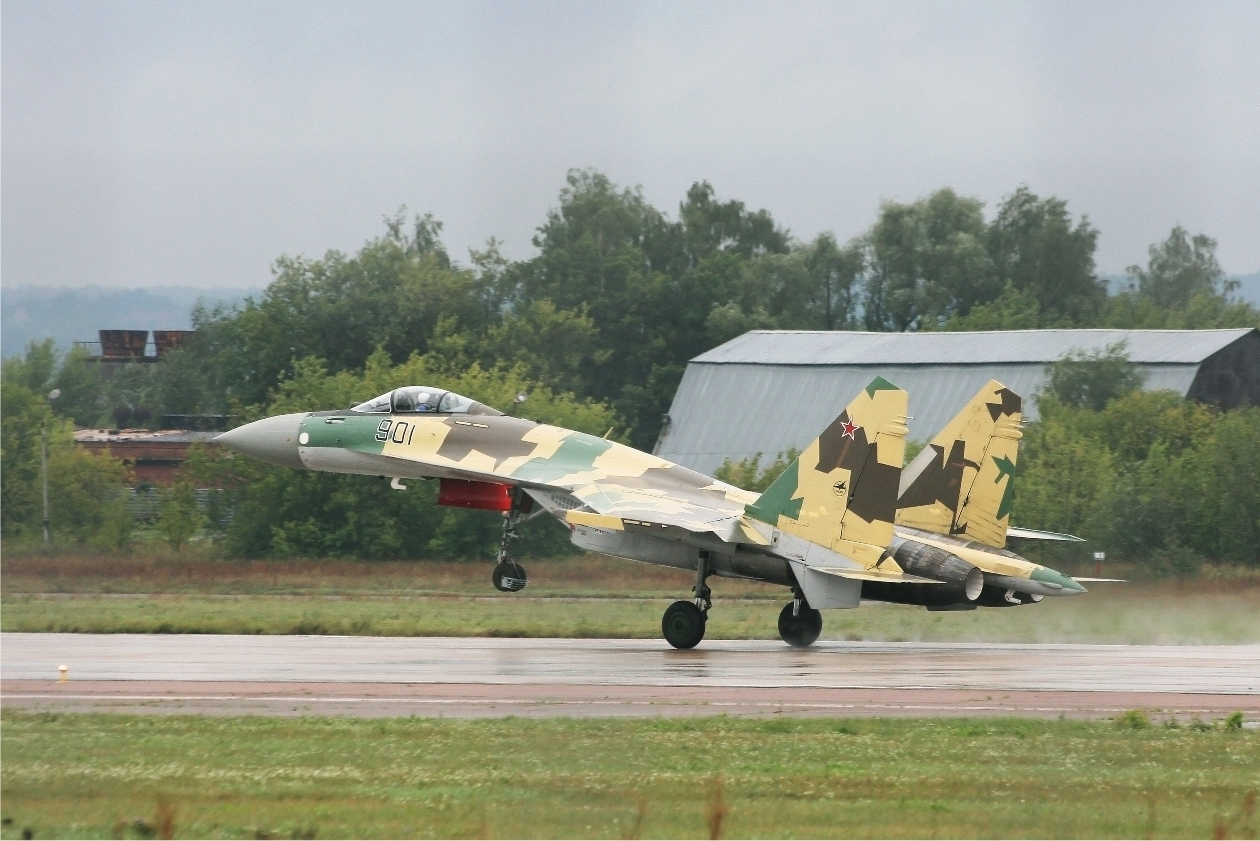
Le premier prototype du Su-35BM (no 901) vu en août 2011, alors qu'il débutait ses tests d'acceptation de l'État, au centre d'essai en vol d'Akhtoubinsk.
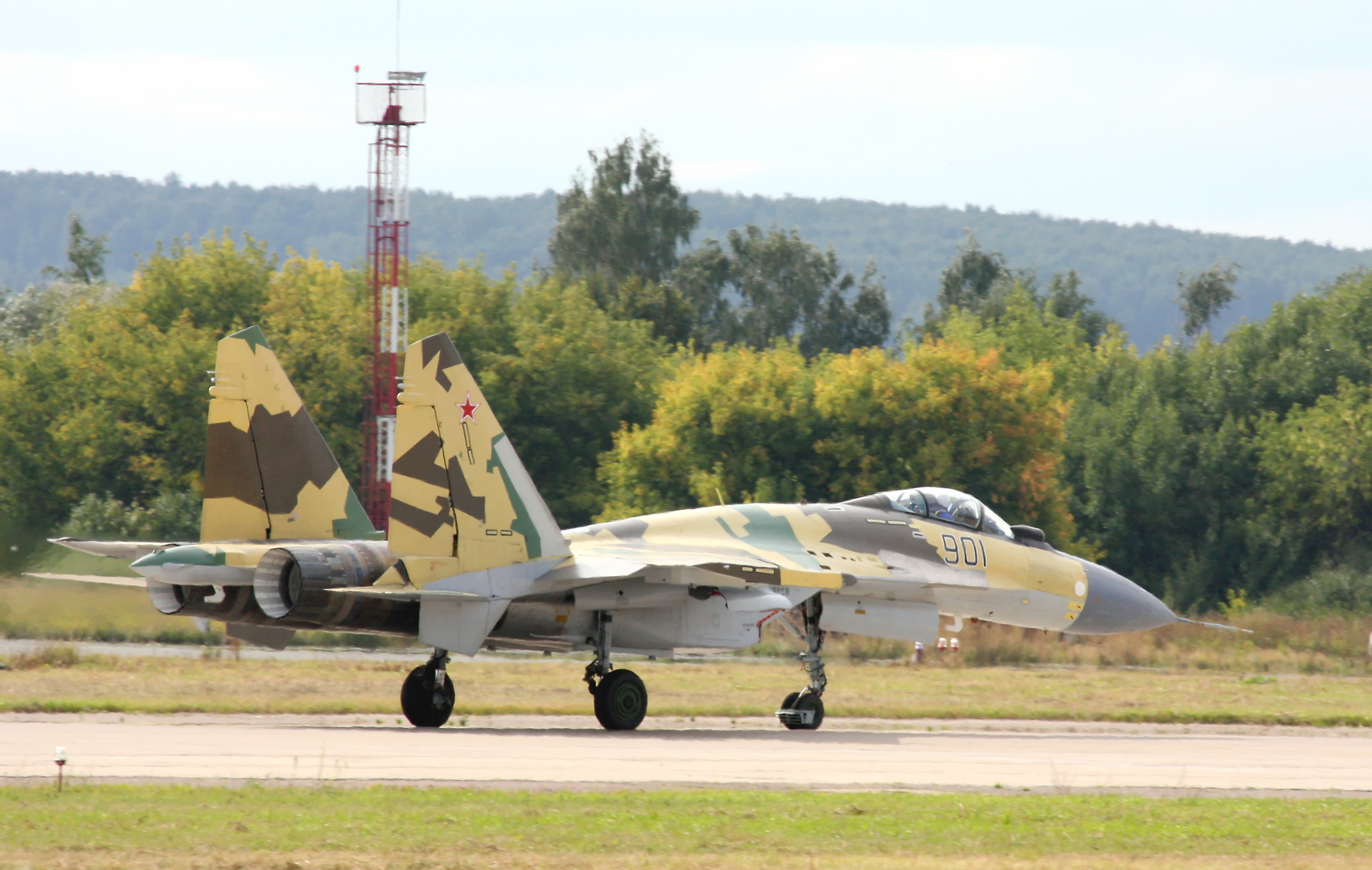
Autre vue du no 901.
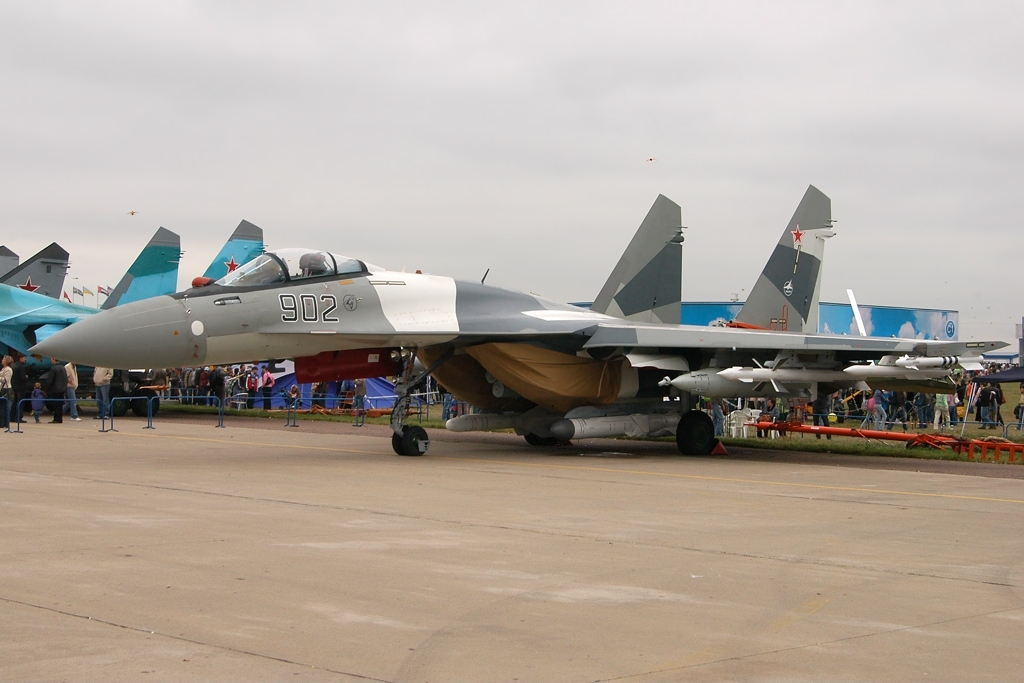
Le second prototype (no 902) du Su-35 modernisé (Su-35S) à l'exposition MAKS 2009, pendant laquelle le ministre de la Défense russe commanda une deuxième série d'appareils.
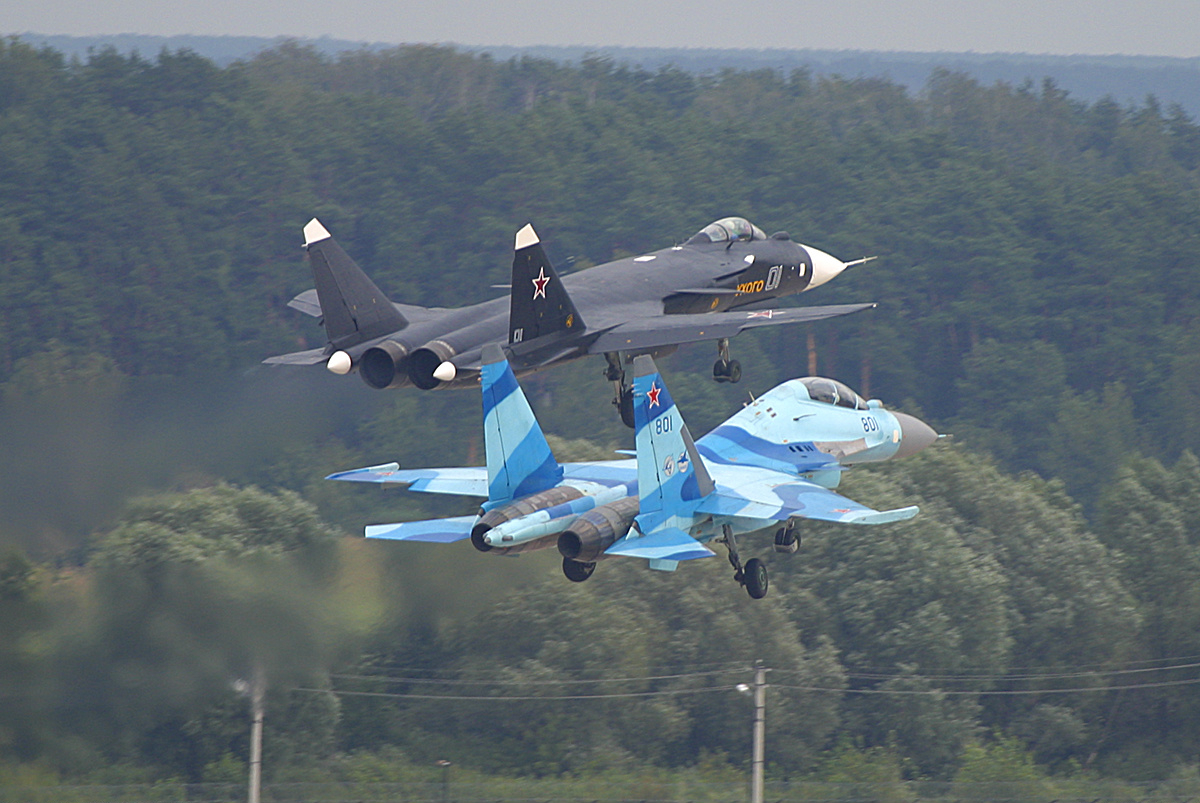
L'unique biplace Su-35UB et un Su-47 volant en formation serrée, lors de l'exposition MAKS 2003.
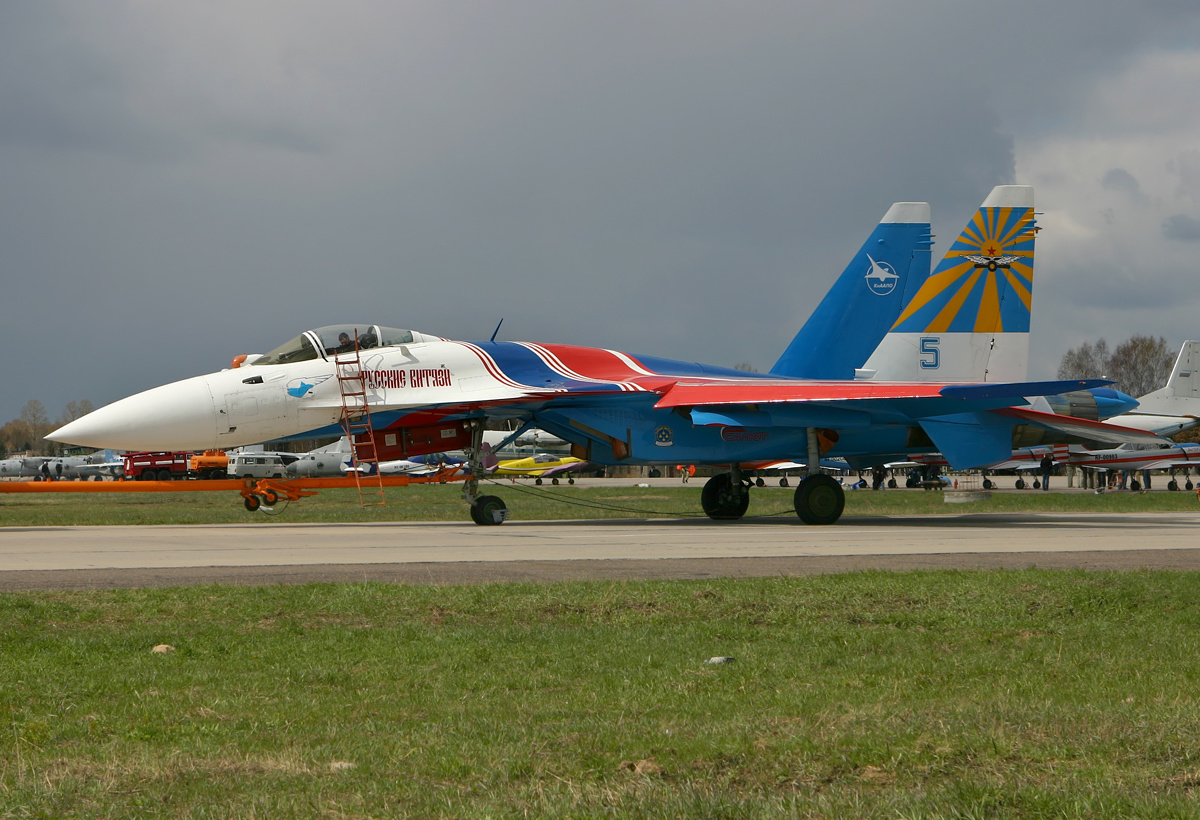
Un Su-35 appartenant aux Chevaliers russes, en 2007.
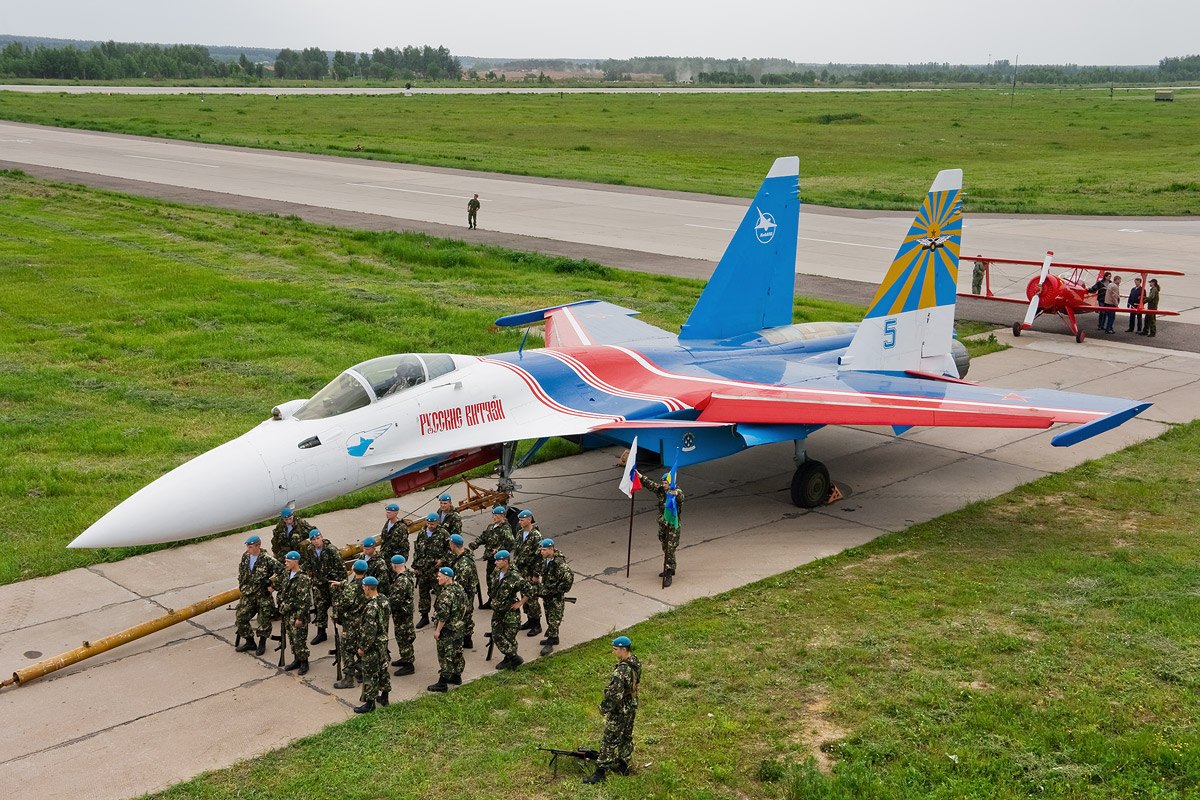
Autre vue d'un des appareils appartenant aux Chevaliers russes.
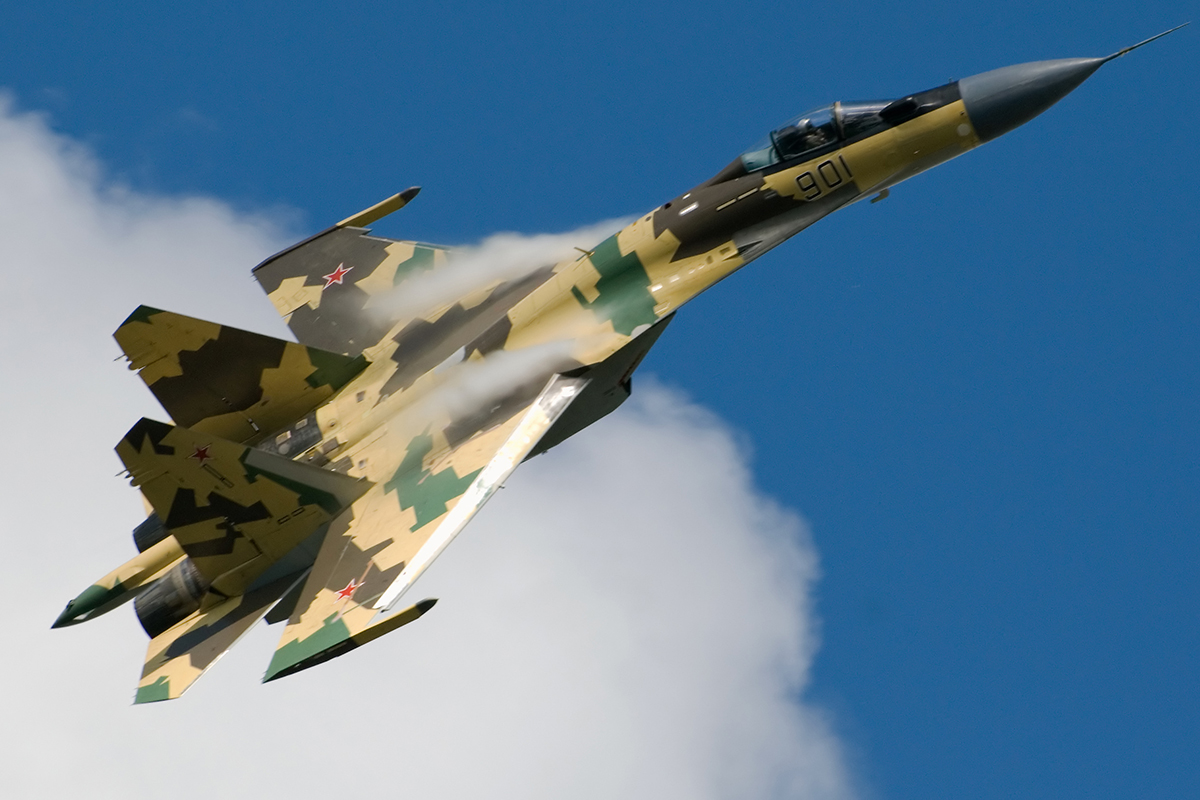
Su-35 de l'armée de l'air russe en vol.
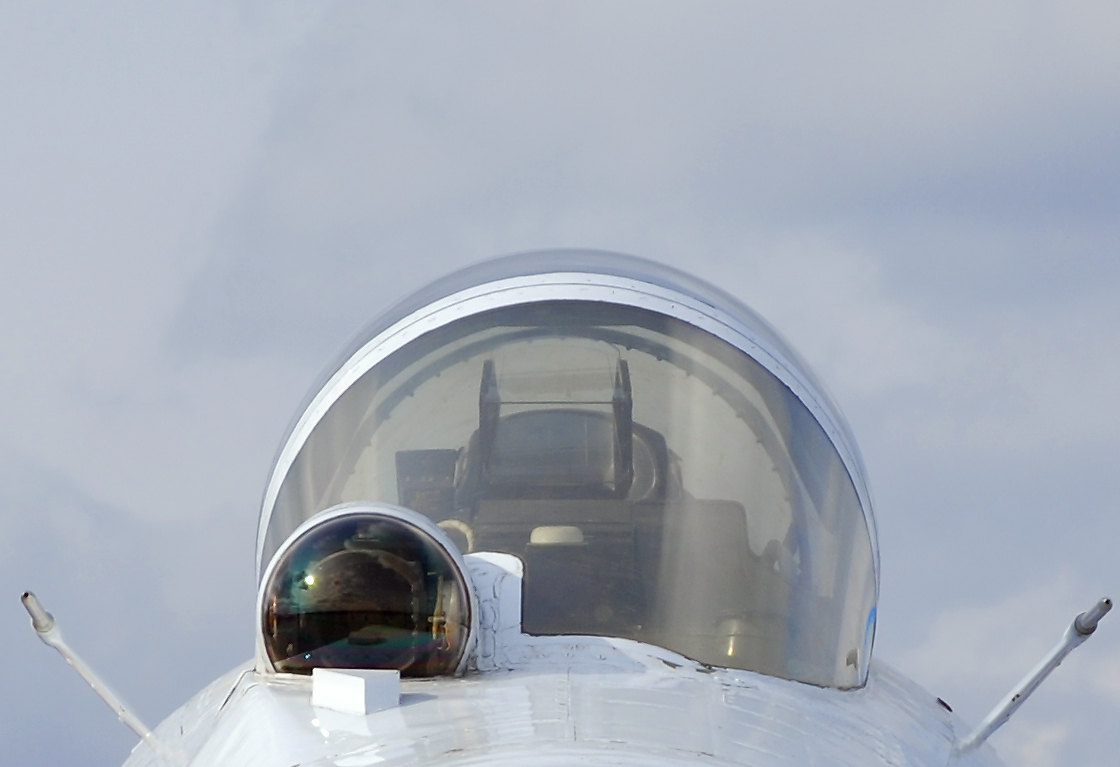
Capteur optronique du Su-35S.
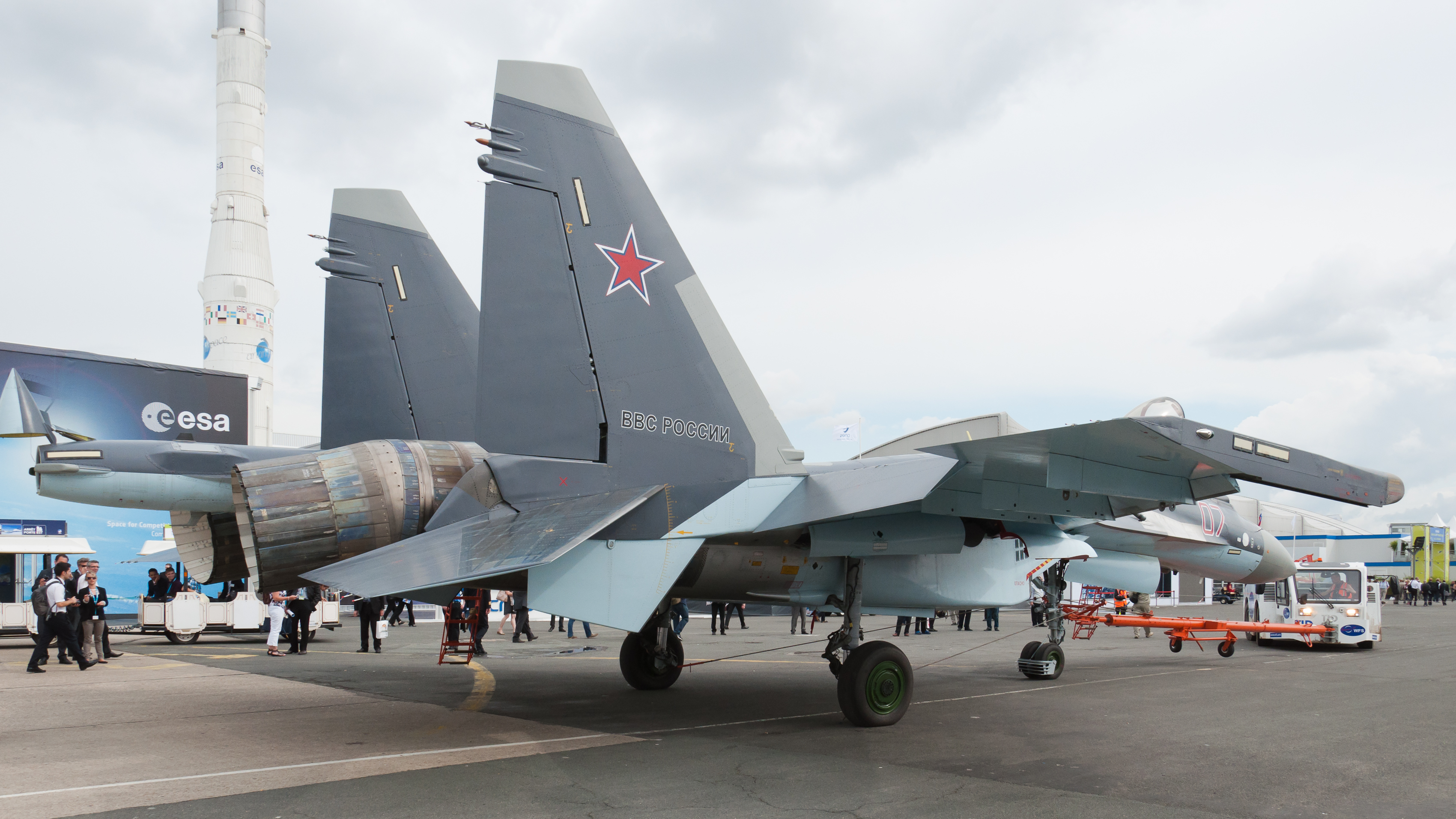
Tuyères à poussée vectorielle du Su-35S.
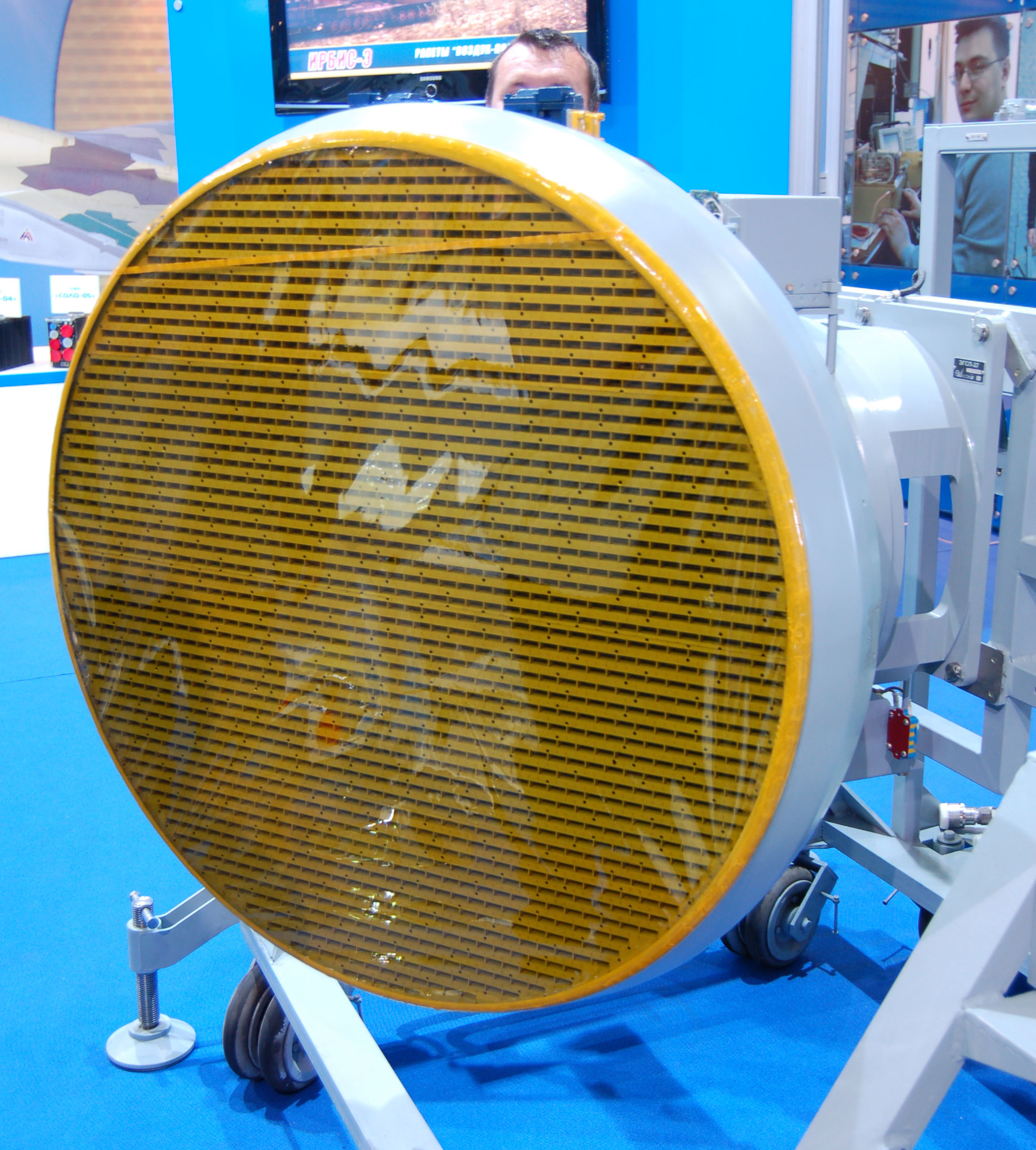
L'antenne du radar à balayage électronique Irbis-E.
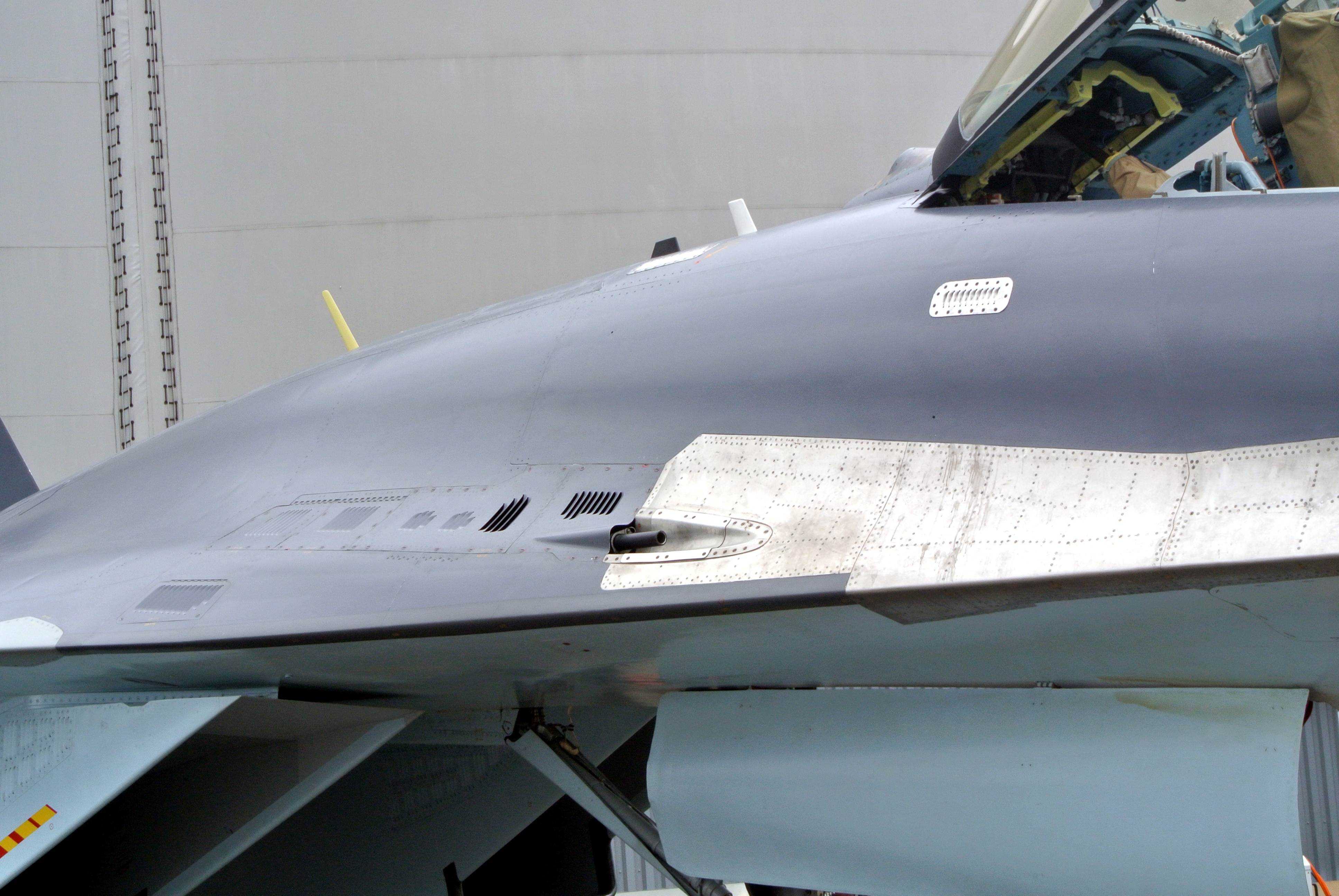
Canon GSh-301 de 30 mm, visible au salon du Bourget 2013.

## Culture populaire
Le Su-35 est représenté dans de nombreux jeux vidéo. Il est utilisable dans :
- Battlefield 3
- H.A.W.X 1 et 2
- Flight Simulator X
- X-Plane 9.7 et suivants
- tous les jeux Ace Combat depuis Ace Combat 4 : Distant Thunder

### En bande dessinée
Dans les albums de bande-dessinée Les Aventures de Tanguy et Laverdure : Diamants de sable et Sabre du désert, le Su-35 est utilisé par Ayman Bin al-Haroun, prince héritier du Royaume de Dahman.

### Ordre de désignation
Su-7 - Su-9/Su-11 - Su-15 - Su-17/Su-20/Su-22 - Su-24 - Su-25 - Su-27 et dérivés - Su-47

### Variantes
- Sukhoï Su-27 (version initiale)
- Soukhoï Su-30 (version modernisée de Su-27, biplace)
- Soukhoï Su-33 (version navale pour porte-avions)
- Soukhoï Su-34 (version d'attaque/bombardement)
- Soukhoï Su-37 (Démonstrateur à poussée vectorielle)